# Літсдейл (Пенсільванія)
Літсдейл (англ. Leetsdale) — місто (англ. borough) в США, в окрузі Аллегені штату Пенсільванія. Населення — 1162 особи (2020).

## Географія
Літсдейл розташований за координатами 40°34′8″ пн. ш. 80°13′3″ зх. д. / 40.56889° пн. ш. 80.21750° зх. д. (40.569016, -80.217485).  За даними Бюро перепису населення США в 2010 році місто мало площу 3,05 км², з яких 2,59 км² — суходіл та 0,45 км² — водойми.

## Демографія
Згідно з переписом 2010 року, у селищі мешкало 1218 осіб у 563 домогосподарствах у складі 317 родин. Густота населення становила 400 осіб/км².  Було 632 помешкання (208/км²).
Расовий склад населення:
| - 86,0 % — білих - 7,6 % — чорних або афроамериканців - 1,5 % — азіатів - 0,1 % — корінних американців |

До двох чи більше рас належало 3,9 %. Частка іспаномовних становила 2,3 % від усіх жителів.
За віковим діапазоном населення розподілялося таким чином: 21,1 % — особи молодші 18 років, 60,9 % — особи у віці 18—64 років, 18,0 % — особи у віці 65 років та старші. Медіана віку мешканця становила 44,5 року. На 100 осіб жіночої статі у селищі припадало 89,4 чоловіків;  на 100 жінок у віці від 18 років та старших — 84,5 чоловіків також старших 18 років.
Середній дохід на одне домашнє господарство  становив 59 214 долари США (медіана — 45 625), а середній дохід на одну сім'ю — 75 362 долари (медіана — 59 219). Медіана доходів становила 41 652 долари для чоловіків та 37 865 доларів для жінок. За межею бідності перебувало 14,8 % осіб, у тому числі 34,0 % дітей у віці до 18 років та 8,3 % осіб у віці 65 років та старших.
Цивільне працевлаштоване населення становило 586 осіб. Основні галузі зайнятості: освіта, охорона здоров'я та соціальна допомога — 27,3 %, роздрібна торгівля — 12,6 %, науковці, спеціалісти, менеджери — 12,6 %.